# 샤제봉
샤제봉 (Chazey-Bons)는 프랑스 오베르뉴론알프 앵주의 코뮌이다. 2017년 1월부로 퓌지외 코뮌을 편입하였다.

## 지리
행정구역상 벨레 아롱디스망과 벨레 캉통에 속하며, 뷔제쉬드 코뮌공동체의 일원이다. 벨레 시내에서는 북쪽으로 약 7km 떨어진 위치에 자리해 있다. 뷔제 와인의 AOC 인증지역 내에 들어가 있는 마을이기도 하다.

## 역사
1155년 노트르담드타미에 수도원 직할이었던 베통 수도원이 사라진 뒤 그 후속 수도원인 봉 수도원 (abbaye de Bons)이 이곳에 세워졌다.
한때 이 마을에 철도가 들어온 적이 있었다. 1880년 프레생-비리외르그랑 선의 샤제봉 역이 이곳에 세워져 운영되다가 1940년부터 여객열차 운행을 멈췄고, 2009년부터 화물열차 운행만 재개했다. 2014년까지 3년간 대규모 공사로 인한 운행이 재개되기도 하였으나, 프랑스 국철 운영사인 SNCF와 RFF 측의 조사 결과 선로의 노후화와 훼손 상태가 심각하다는 것이 밝혀졌다. 이에 대한 보수공사 예산이 편성되지 않는 한 샤제봉 마을의 철도는 제 상태 그대로 남아 버려질 것으로 전망된다.
2017년 1월 1일, 퓌지외 코뮌이 샤제봉 코뮌에 통합되었다..

## 명소
한때 봉 수도원이 샤제봉 마을에 있었으나 지금은 사라졌고, 봉 교회, 샤제 교회, 퓌지외 예배당, 크르시외 예배당이 주민들의 종교생활을 책임지고 있다.
수도원 탑 (Donjon du Temple)과 브리야의 집 (Maison Brillat)이 각각 프랑스 사적으로 등록되어 있다.

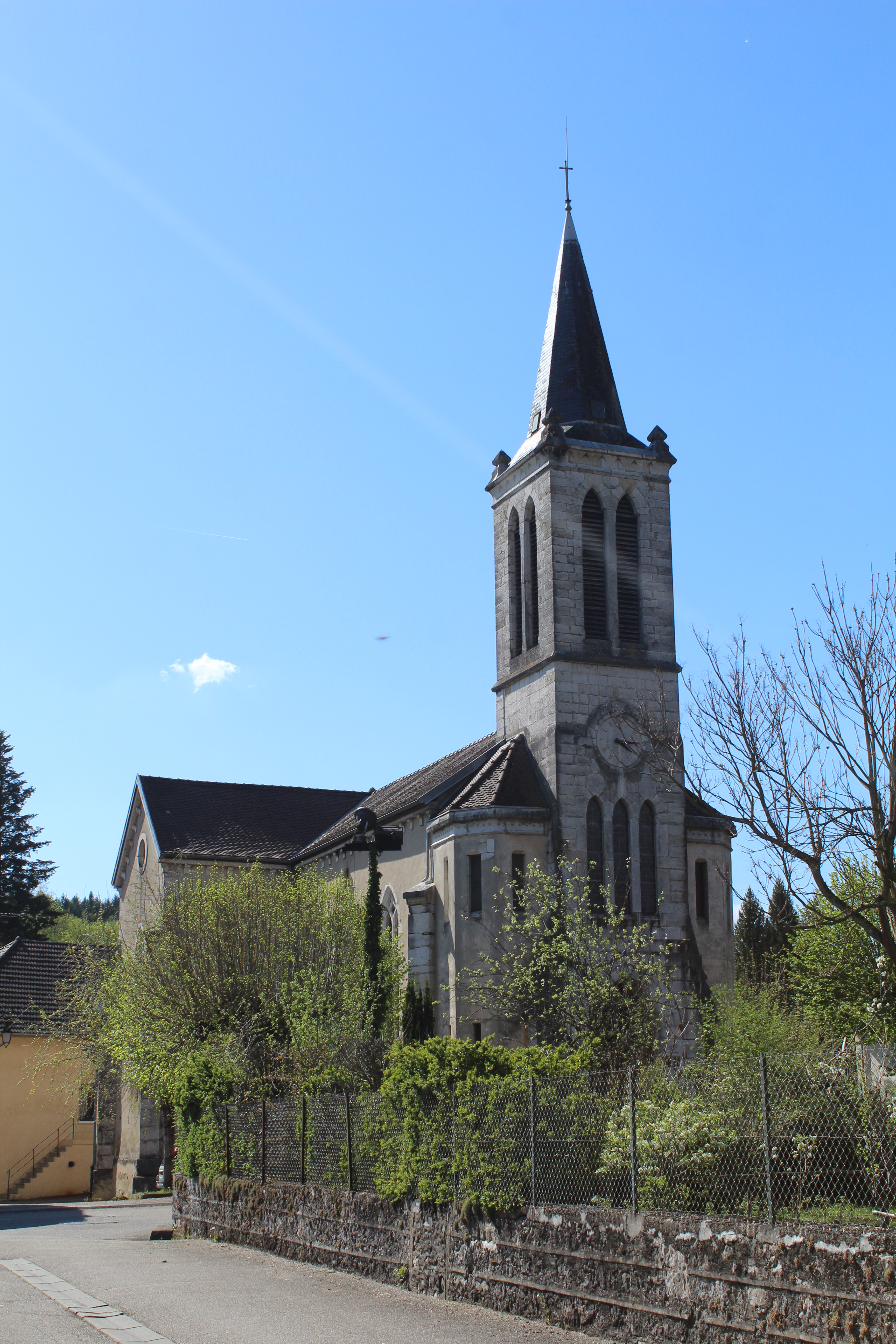
봉 교회
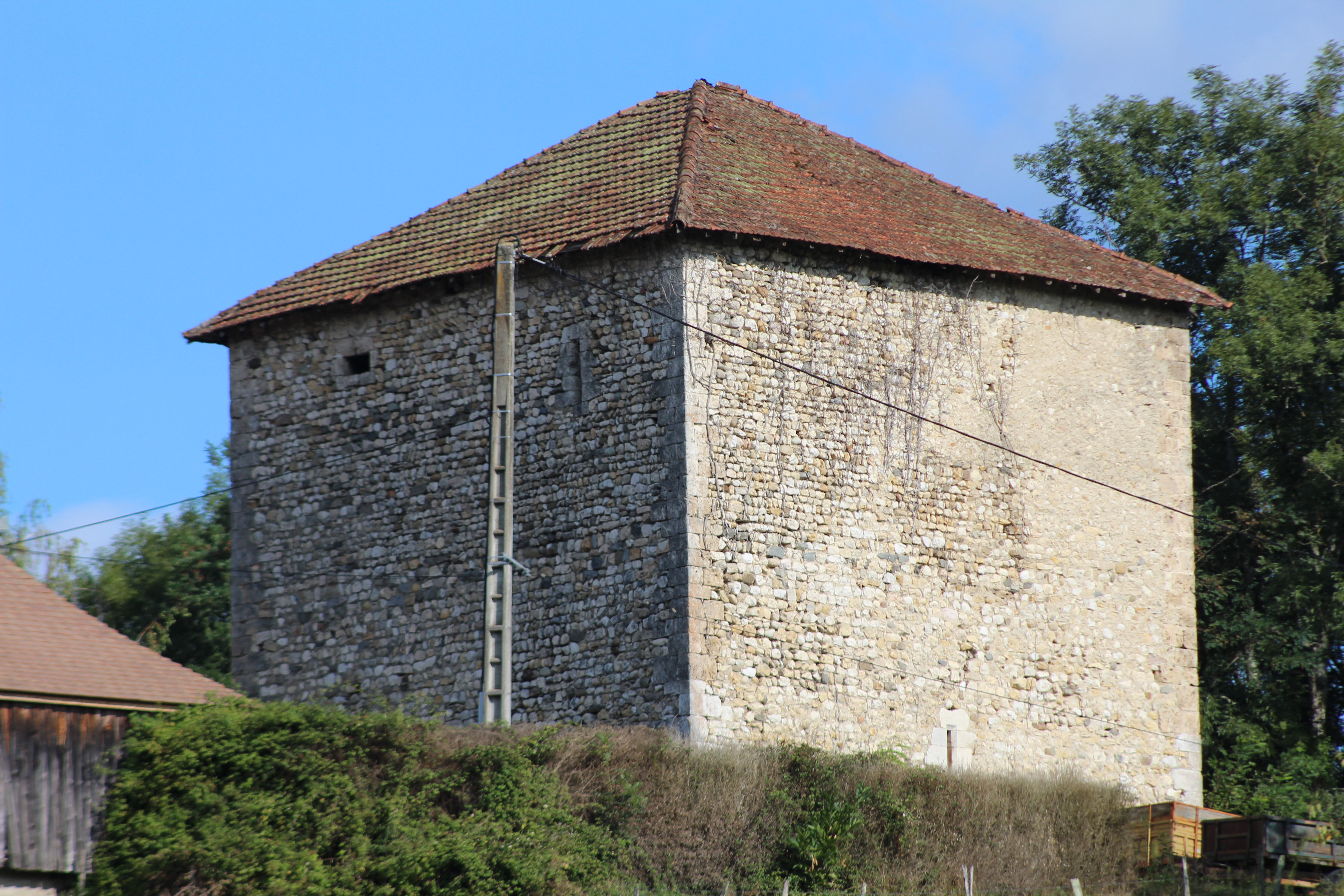
수도원 탑
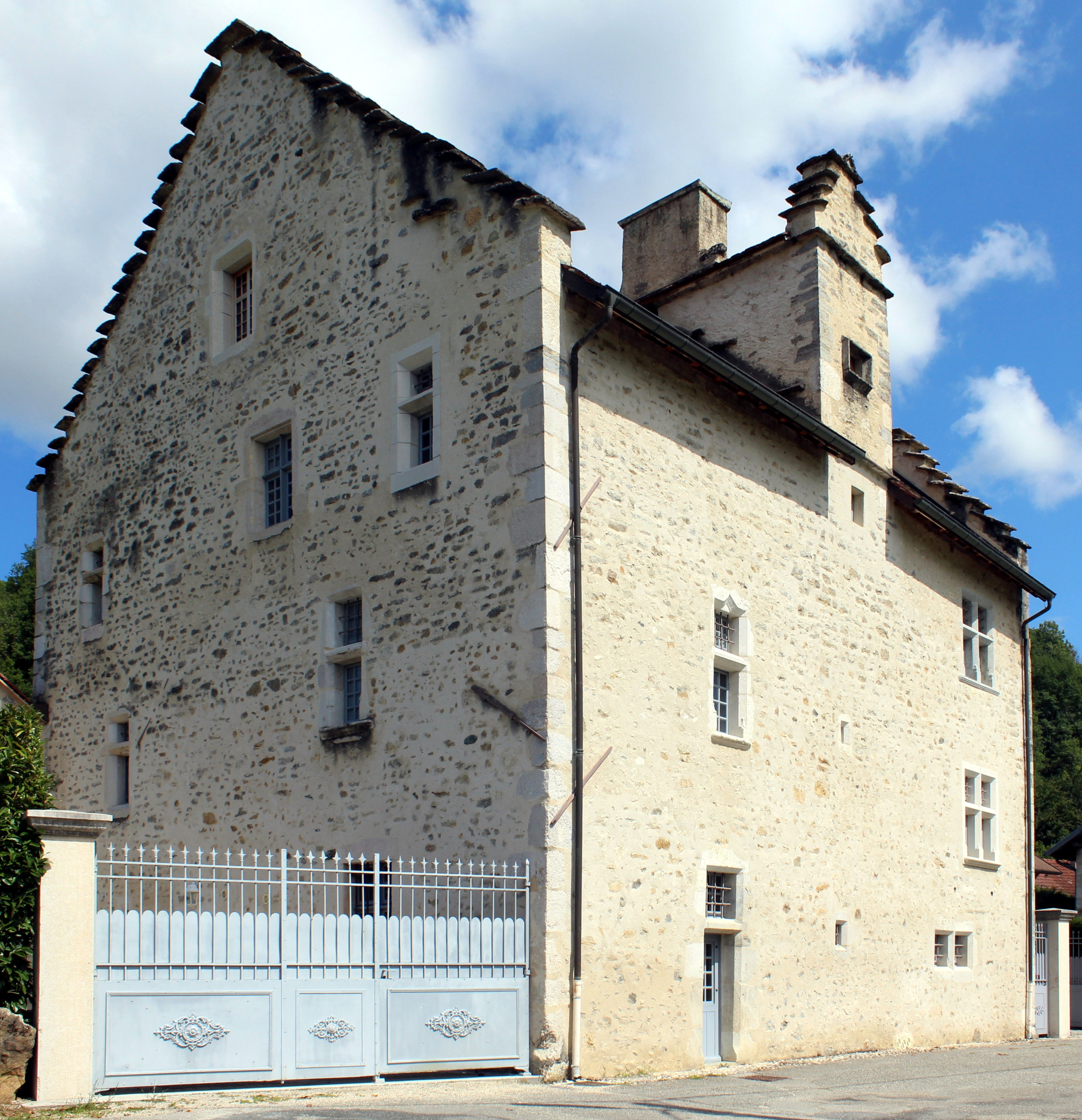
브리야의 집
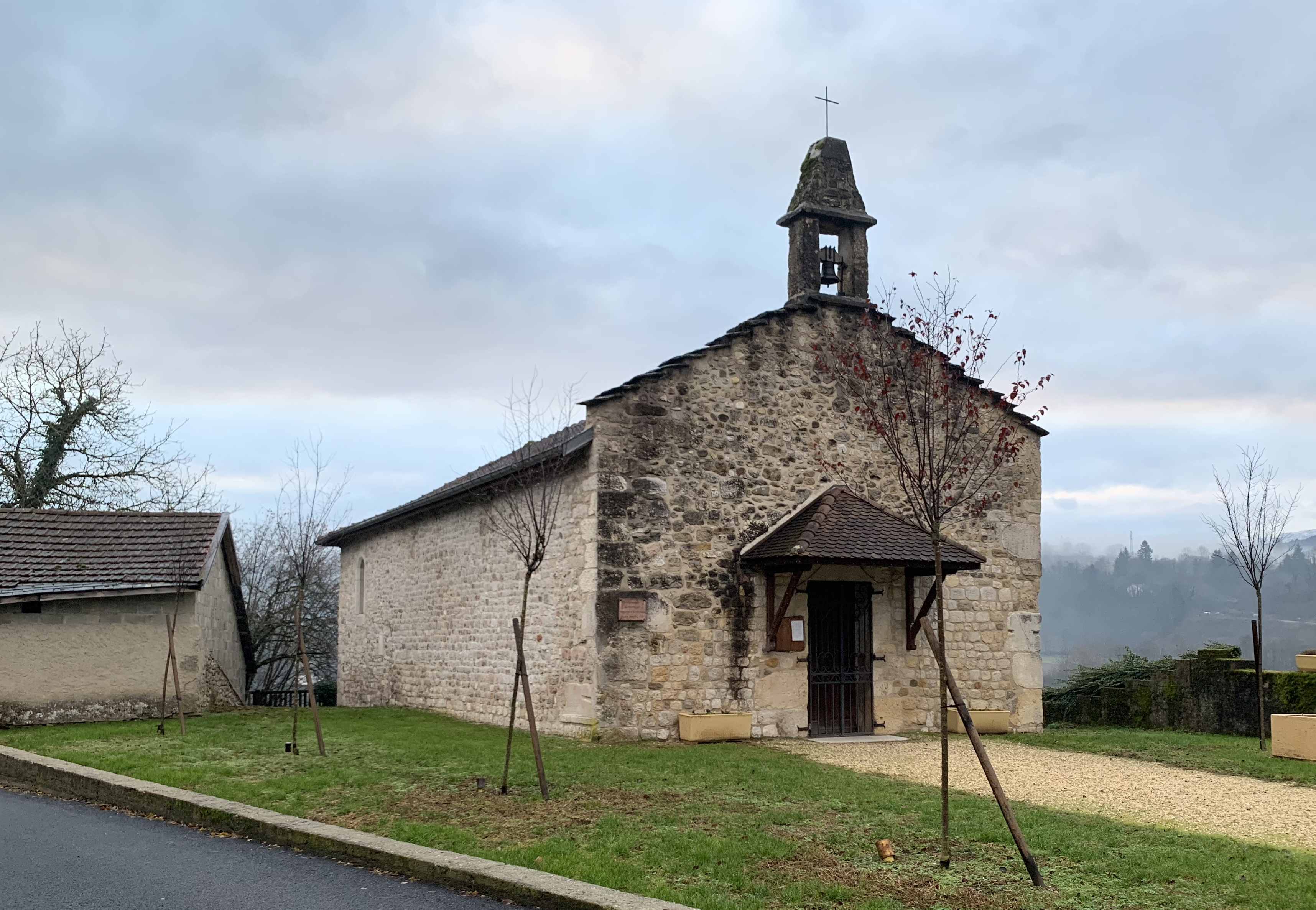
생베랑드샤제 교회
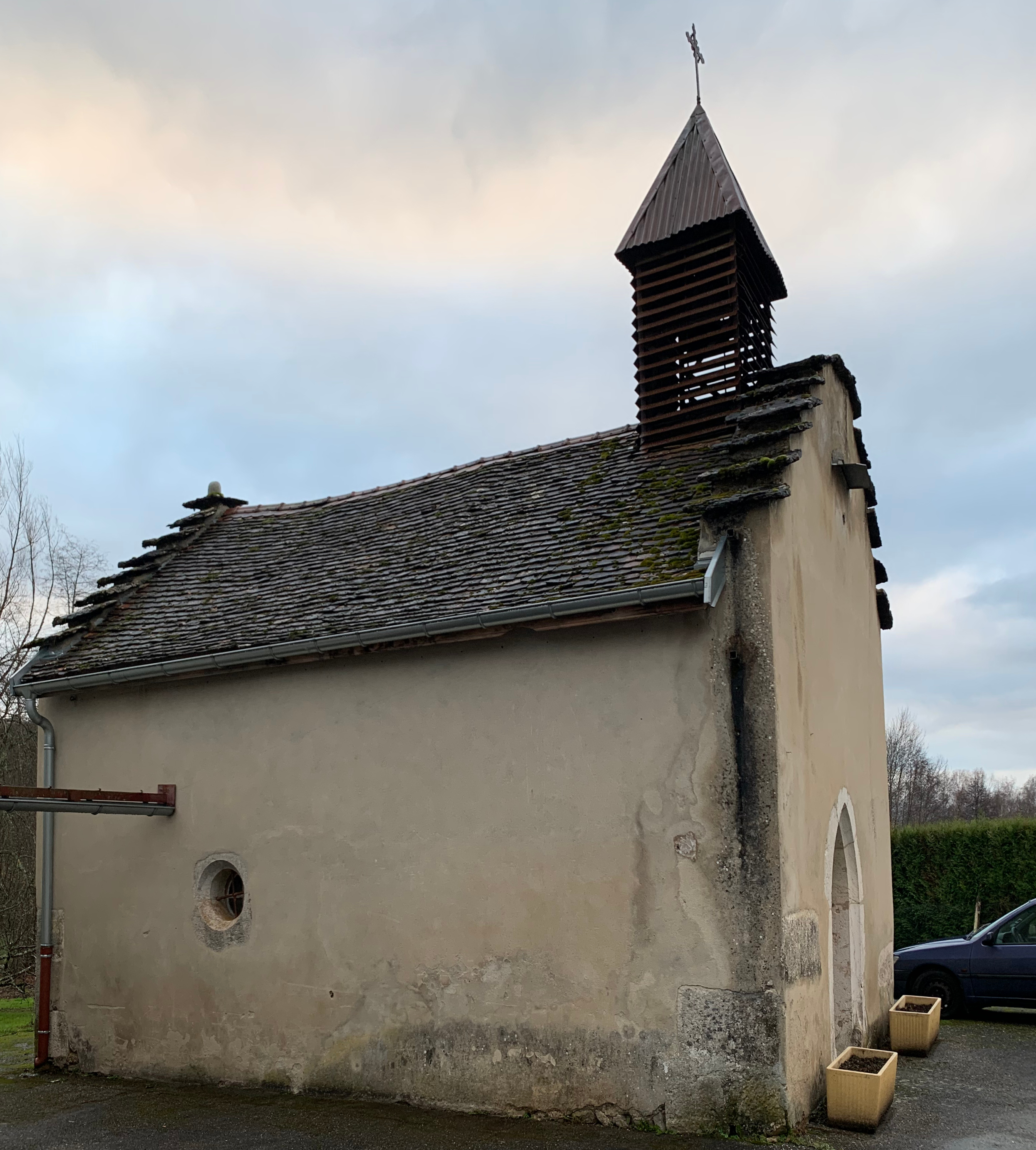
노트르담드크르시외 예배당
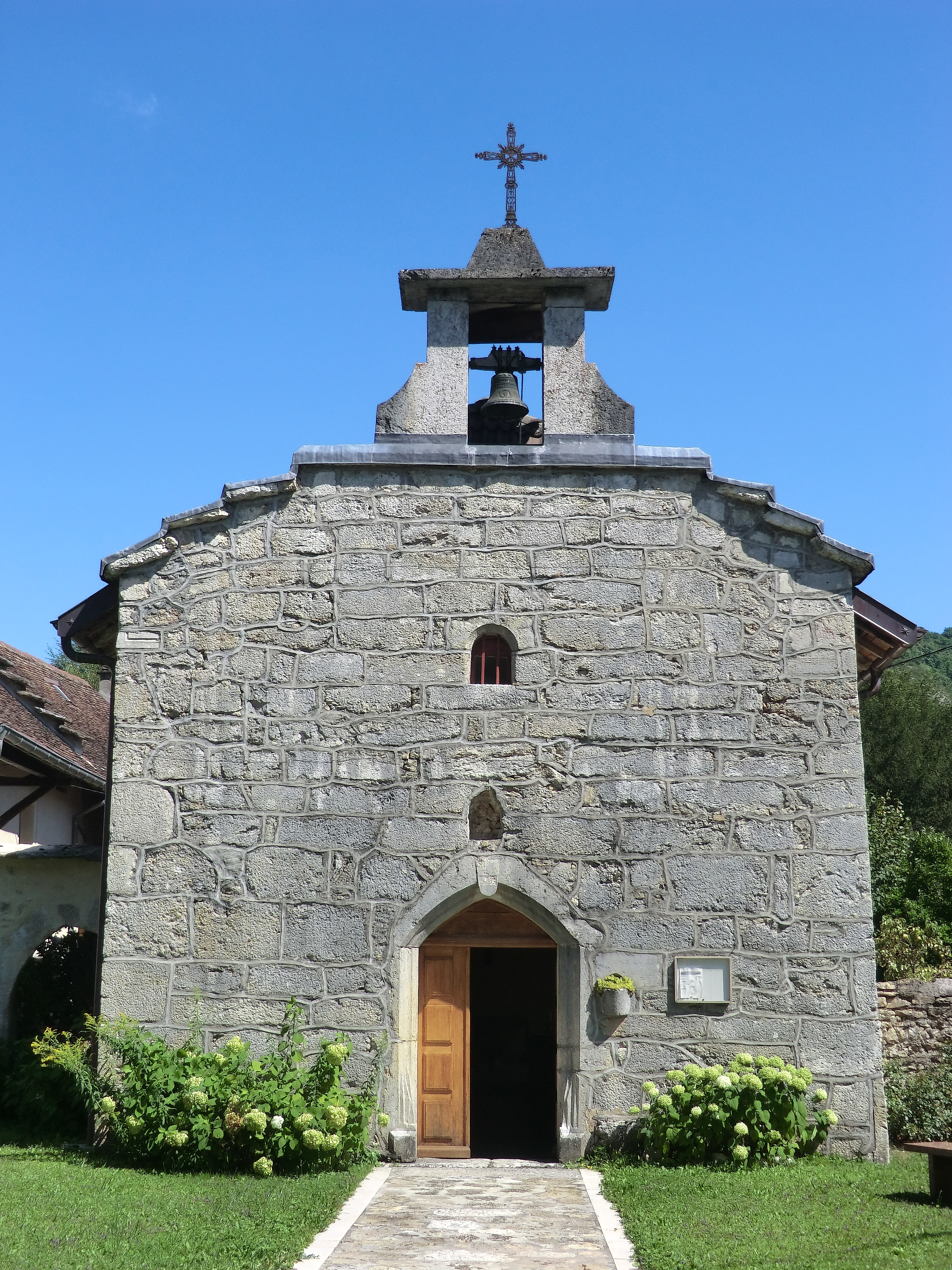
퓌지외 예배당

## 같이 보기
- 앵주의 코뮌 목록